# اسکار تلمن
اسکار تلمن (انگلیسی: Oscar Taelman؛ ۵ اکتبر ۱۸۷۷ – ۲۳ اکتبر ۱۹۴۵) قایقران روئینگ اهل بلژیک بود.
وی در مسابقات کشوری و بین‌المللی در مجموع برندهٔ ۳ مدال طلا، ۲ مدال نقره شده‌است.